# وذمة لمفية أولية
الوذمة اللمفية الأولية هي شكل من أشكال الوذمة اللمفية التي لا تعزى مباشرة إلى حالة طبية أخرى.
وهي عبارة عن حالة مزمنة تتطور إذا تركت دون علاج. السمات المميزة هي تورمات منتشرة في الجلد والأنسجة تحت الجلد ناتجة عن تراكم السوائل التي تحدث في جميع الأعمار. يمكن تقسيمها إلى ثلاثة أشكال، اعتمادًا على عمر ظهور المرض: الوذمة اللمفية الخلقية، والوذمة اللمفية المبكرة، ومرض ميلروي. تظهر الوذمة اللمفية الخلقية عند الولادة. تظهر الوذمة اللمفية المبكرة من عمر 1 إلى 35 عامًا. يمثل هذا النوع من الوذمة اللمفية 77-94% من جميع حالات الوذمة اللمفية الأولية. تظهر الوذمة اللمفية الآجلة بعد سن 35. يتطور هذا النوع من الوذمة اللمفية عادة نتيجة لخلل في النمو ناجم عن بعض الإهانات مثل الصدمة أو المرض أو عدم الحركة الجسدية. بالمقارنة مع الوذمة اللمفية الثانوية، من المرجح أن تصيب الوذمة اللمفية الأولية الوجه والملتحمة والأعضاء التناسلية بالإضافة إلى أي أطراف مصابة. يمكن أن يكون عائلية.